# Akiva Schaffer
Akiva Daniel Shebar Schaffer (Berkeley, 1º dicembre 1977) è un regista, cantautore e sceneggiatore statunitense.
Membro dei Lonely Island, si è laureato come regista alla UC Santa Cruz.

## Biografia
Scrive testi per il Saturday Night Live dal 2005. Nell'agosto del 2007 esce Hot Rod - Uno svitato in moto, diretto proprio da Akiva. Nel frattempo dirige quattro videoclip per la band We Are Scientists ed uno per gli Eagles of Death Metal. Nel 2009 diventa coproduttore dell'MTV Movie Awards, presentato da Andy Samberg. Intanto gira diversi videoclip, fra i quali Lazy Sunday, Natalie's Rap, Dick in a Box, Peyton Manning for the United Way, Iran So Far, Jizz in My Pants, e canta con Samberg e T-Pain in I'm on a Boat.

## Filmografia

### Regista
- White Power (2001)
- Regarding Ardy (2003)
- Awesometown (2005)
- Hot Rod - Uno svitato in moto (Hot Rod) (2007)
- Vicini del terzo tipo (The Watch) (2012)
- Vite da popstar (Popstar: Never Stop Never Stopping) (2016)
- Cip & Ciop agenti speciali (Chip 'n Dale: Rescue Rangers) (2022)
- Una pallottola spuntata (The Naked Gun) (2025)

### Sceneggiatore
- White Power (2001)
- Regarding Ardy (2003)
- MTV Movie Awards (2004, 2005, 2009)
- Saturday Night Live (2005-)
- Awesometown (2005)
- Extreme Movie (2008)
- Vite da popstar (Popstar: Never Stop Never Stopping) (2016)
- Una pallottola spuntata (The Naked Gun) (2025)

### Attore
- Un weekend da bamboccioni 2 (Grown Ups 2), regia di Dennis Dugan (2013)

### Produttore
- Brigsby Bear, regia di Dave McCary (2017)
- Palm Springs - Vivi come se non ci fosse un domani (Palm Springs), regia di Max Barbakow (2020)

## Discografia
The Lonely Island
- Incredibad (2009)
- Turtleneck & Chain (2011)

## Premi
- Premio Emmy